# Pierre Zaïdin
Pierre Zaïdin (né le 26 mai 1893 à Boujan-sur-Libron (Hérault) et mort en octobre 1956) est un athlète français, spécialiste du lancer du marteau.

## Biographie
Licencié à l'AS Béziers, il se classe douzième des Jeux olympiques de 1924, à Paris.
Il remporte deux titres de champion de France du lancer du marteau en 1924 et 1925.
Il établit quatre records de France du lancer du marteau : le premier le 22 juin 1924 à Colombes avec 37,33 m et le dernier le 4 juillet 1926 chez lui à Béziers avec 42,29 m.   